# Černín
Černín (Duits: Tschernin) is een Tsjechische gemeente in de regio Zuid-Moravië, en maakt deel uit van het district Znojmo.
Černín telt 151 inwoners.
Bantice ·
Běhařovice ·
Bezkov ·
Bítov ·
Blanné ·
Blížkovice ·
Bohutice ·
Bojanovice ·
Borotice ·
Boskovštejn ·
Božice ·
Břežany ·
Citonice ·
Ctidružice ·
Čejkovice ·
Čermákovice ·
Černín ·
Damnice ·
Dobelice ·
Dobřínsko ·
Dobšice ·
Dolenice ·
Dolní Dubňany ·
Dyjákovice ·
Dyjákovičky ·
Dyje ·
Džbánice ·
Grešlové Mýto ·
Havraníky ·
Hevlín ·
Hluboké Mašůvky ·
Hnanice ·
Hodonice ·
Horní Břečkov ·
Horní Dubňany ·
Horní Dunajovice ·
Horní Kounice ·
Hostěradice ·
Hostim ·
Hrabětice ·
Hrádek ·
Hrušovany nad Jevišovkou ·
Chvalatice ·
Chvalovice ·
Jamolice ·
Jaroslavice ·
Jevišovice ·
Jezeřany-Maršovice ·
Jiřice u Miroslavi ·
Jiřice u Moravských Budějovic ·
Kadov ·
Korolupy ·
Kravsko ·
Krhovice ·
Křepice ·
Křídlůvky ·
Kubšice ·
Kuchařovice ·
Kyjovice ·
Lančov ·
Lechovice ·
Lesná ·
Lesonice ·
Litobratřice ·
Lubnice ·
Lukov ·
Mackovice ·
Mašovice ·
Medlice ·
Mikulovice ·
Milíčovice ·
Miroslav ·
Miroslavské Knínice ·
Morašice ·
Moravský Krumlov ·
Našiměřice ·
Němčičky ·
Nový Šaldorf-Sedlešovice ·
Olbramkostel ·
Olbramovice ·
Oleksovice ·
Onšov ·
Oslnovice ·
Pavlice ·
Petrovice ·
Plaveč ·
Plenkovice ·
Podhradí nad Dyjí ·
Podmolí ·
Podmyče ·
Práče ·
Pravice ·
Prokopov ·
Prosiměřice ·
Přeskače ·
Rešice ·
Rozkoš ·
Rudlice ·
Rybníky ·
Skalice ·
Slatina ·
Slup ·
Stálky ·
Starý Petřín ·
Stošíkovice na Louce ·
Strachotice ·
Střelice ·
Suchohrdly u Miroslavi ·
Suchohrdly ·
Šafov ·
Šanov ·
Šatov ·
Štítary ·
Šumná ·
Tasovice ·
Tavíkovice ·
Těšetice ·
Trnové Pole ·
Trstěnice ·
Tulešice ·
Tvořihráz ·
Uherčice ·
Újezd ·
Únanov ·
Valtrovice ·
Vedrovice ·
Velký Karlov ·
Vémyslice ·
Vevčice ·
Višňové ·
Vítonice ·
Vracovice ·
Vranov nad Dyjí ·
Vranovská Ves ·
Vratěnín ·
Vrbovec ·
Výrovice ·
Vysočany ·
Zálesí ·
Zblovice ·
Znojmo ·
Želetice ·
Žerotice ·
Žerůtky